# Stefansbecke (Ennepe)

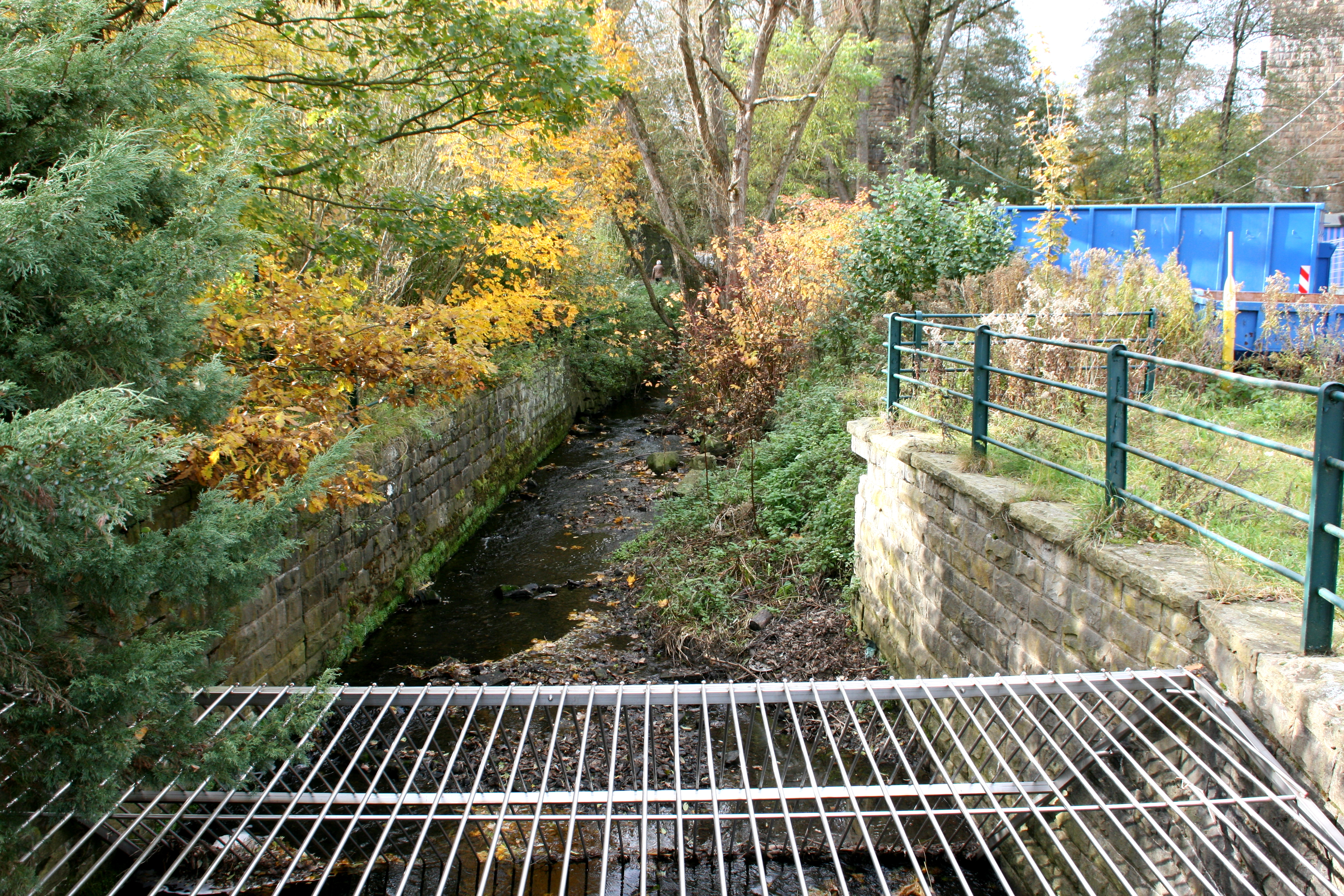
Stefansbach, Oktober 2011

Die Stefansbecke, manchmal auch Stefansbach genannt, ist ein Fließgewässer in Gevelsberg.

## Geographie
Der Bach entspringt westlich der A43 am Autobahnkreuz Wuppertal-Nord. Die A1 verläuft stückweise durch das Bachtal westlich von Gevelsberg.
Zu seinen Zuläufen zählt der Wiesenbach (mit dem Nebengewässer Lemperbach). Er fließt nördlich des Gymnasiums von Gevelsberg entlang. Er wird vom Stefansbachtal-Viadukt überspannt und passiert das Stadion Stefansbachtal.
Er mündet linksseitig in die Ennepe. 2014 begannen die Planungen, die Mündung für 440.000 Euro Kosten umzugestalten.